# Resolution 673 des UN-Sicherheitsrates
Die Resolution 673 des UN-Sicherheitsrates ist eine Resolution, die der Sicherheitsrat der Vereinten Nationen in seiner 2949. Sitzung am 24. Oktober 1990 einstimmig beschloss. Nachdem der Rat die Resolution 672 (1990) bekräftigt hat, bedauert er die Weigerung Israels, die Mission des Generalsekretärs in die Region zu empfangen.
Mitglieder der Mission, die gemäß der Resolution 672 (1990) autorisiert waren, die Region des Tempelbergs zu besuchen, wurden daran gehindert, das Gebiet zu besuchen, nachdem Israel sagte, es sei eine Einmischung in seine inneren Angelegenheiten. Der Generalsekretär Javier Pérez de Cuéllar beschloss später, seinen Bericht zu veröffentlichen, ohne die Mission zu entsenden, die in der Resolution 681 überprüft wurde.
Der Rat appellierte an Israel, seine Entscheidung zu überdenken und der Mission zu gestatten, das Gebiet der Unruhen am Tempelberg zu besuchen, die zu Todesopfern und Sachschäden geführt haben.
Die Resolution 673 wurde auf der Tagung von Kolumbien, Kuba, Malaysia und Jemen vorgelegt, die aus einer hitzigen Debatte bestand und in der der Sudan, unterstützt von mehreren bündnisfreien Ländern, starke Maßnahmen gegen Israel forderte, einschließlich in Kapitel VII der Charta der Vereinten Nationen. Israel lehnte dies ab und argumentierte mit der Resolution 272 (1967), und die Situation der Palästinenser war nicht vergleichbar mit der der Invasion Kuwaits durch den Irak.

## Externe Quellen
- Text der Resolution auf undocs.org